# Mahdí
|  | Per a altres significats, vegeu «Mahdí (desambiguació)». |

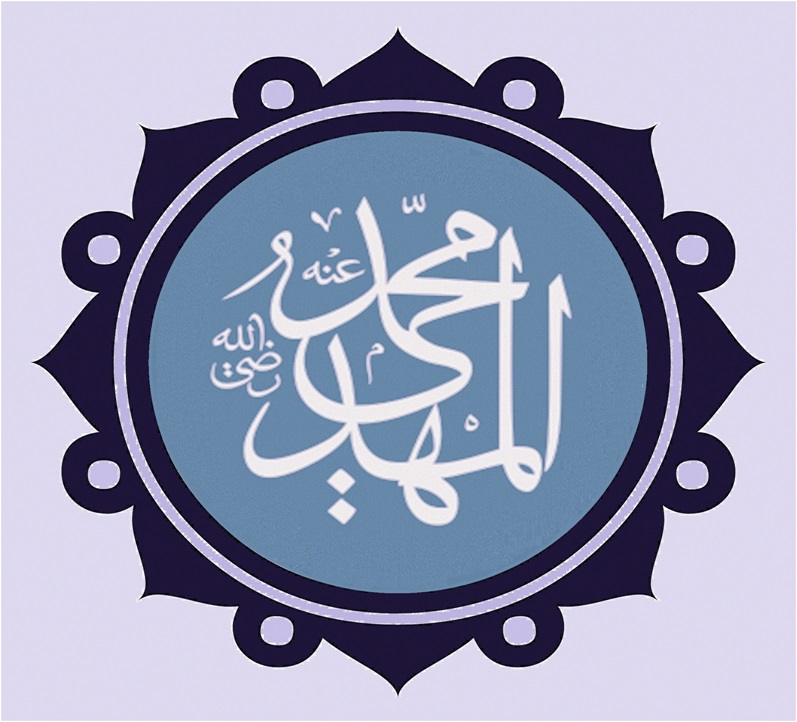
Segell del Mahdí.

El mahdí (de l'àrab المهدي, al-mahdī, ‘el ben guiat’) és, segons l'escatologia musulmana, el redemptor de l'islam que deslliurarà el món de l'error, la injustícia i la tirania al costat d'Issa (Jesús) abans del Yawm al-Qiyama o ‘Dia de la Resurrecció’.
Ni el terme ni el concepte no apareixen a l'Alcorà, fent que aquesta noció no revesteixi la mateixa importància als ulls de tots els musulmans. És fonamental pels xiïtes ismaïlites i imamites però mai no ho ha estat dins del sunnisme. Tanmateix, un cert nombre de sunnites i de sufís comparteixen la reconeixença de la figura.
Antigament també va ser un títol honorífic i ha estat donat a diversos reformadors de l'islam. Al llarg de la història, aquest qualificatiu ha estat utilitzat diverses vegades per dirigents musulmans que han pretès ser el mahdí de les prediccions. Se'n poden destacar Ubayd-Al·lah (909), iniciador del Califat Fatimita, Ibn Túmart, a l'origen de l'imperi almohade i Muhàmmad Àhmad, que va encapçalar la revolució sudanesa de 1881 contra l'administració angloegípcia i fou el punt de partida del nacionalisme del Sudan.

## Al-Qàïm
El qàïm (de l'àrab: القائم, al-qāʾim, ‘el qui s'aixeca’) és una figura de la tradició xiïta sovint assimilada al mahdí però tanmateix amb connotacions específiques.